# یواس‌اس استوارت (دی‌ئی-۲۳۸)
یواس‌اس استوارت (دی‌ئی-۲۳۸) (به انگلیسی: USS Stewart (DE-238)) یک کشتی است که طول آن 306 feet (93.27 m) می‌باشد. این کشتی در سال ۱۹۴۲ ساخته شد.